# Siddhi Savetsila

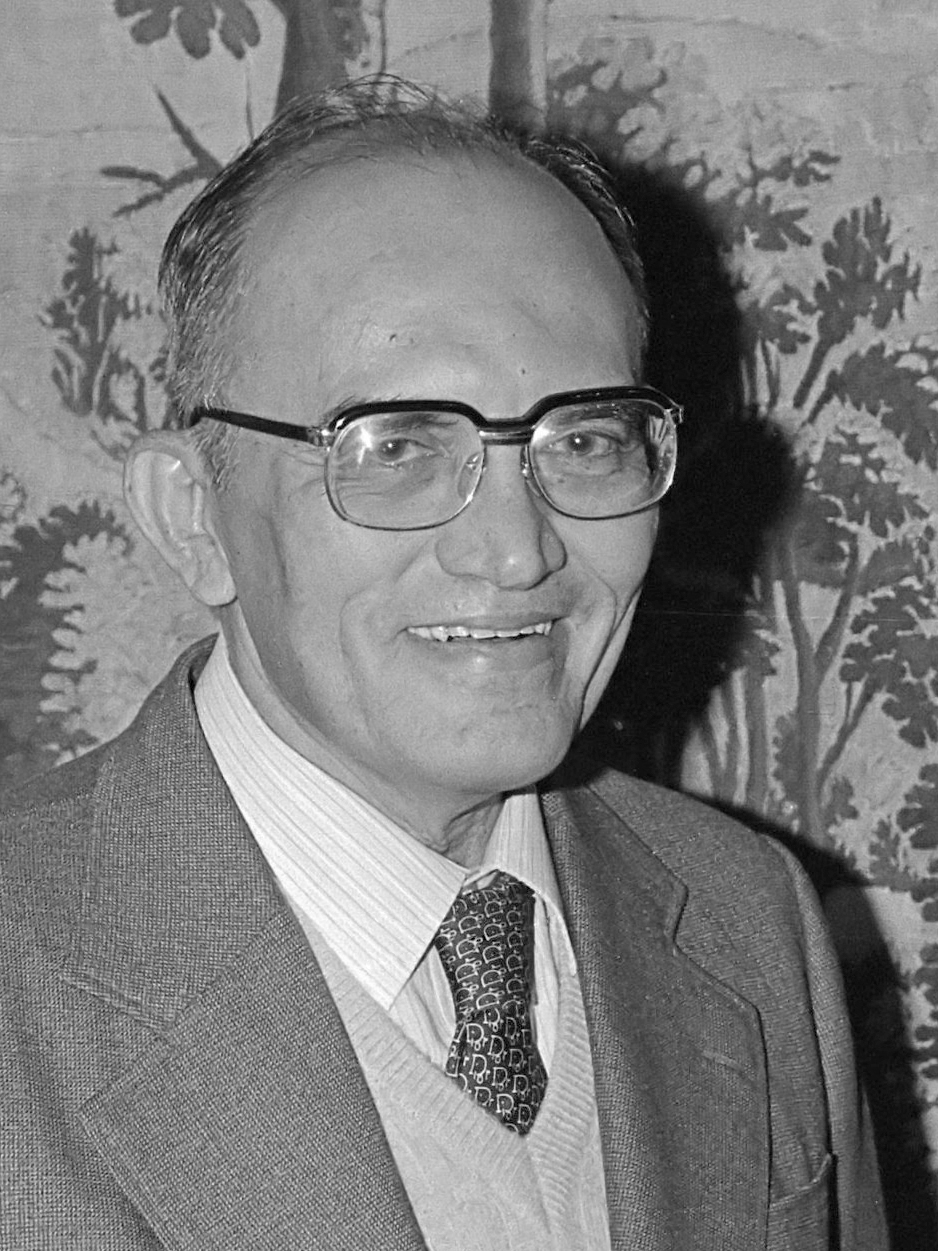
Siddhi Savetsila 1980.

Siddhi Savetsila (thai: สิทธิ เศวตศิลา), född 7 januari 1919 i Bangkok, död 5 december 2015, var en thailändsk politiker. Han var Thailands utrikesminister 1980–1990.
Siddhi Savetsila utexaminerades 1938 från Chulalongkornuniversitetet. Under andra världskriget gick han med i Seri Thai-rörelsen, medan han studerade vidare vid Massachusetts Institute of Technology.